# Alfred Bexelius
Tor Alfred Bexelius, född den 25 september 1903 i Stockholm, död där den 17 oktober 1985, var en svensk jurist. 
Bexelius avlade juris kandidatexamen vid Stockholms högskola 1928. Han blev tillförordnad fiskal i Svea hovrätt 1932, assessor där 1937, hovrättsråd i Hovrätten för Övre Norrland 1940 och revisionssekreterare 1945. Bexelius var lagman i Hovrätten för Nedre Norrland 1948–1954, justitieombudsmannens ställföreträdare 1949–1956 och justitieombudsman 1956–1972. Han var ordförande i näringsfrihetsrådet 1954–1956 och innehade en mängd andra offentliga uppdrag. Bexelius promoverades till juris hedersdoktor vid Stockholms universitet 1969.
Alfred Bexelius var son till grosshandlaren Anton Bexelius och Greta Tollstén samt bror till Ernst Bexelius. Han vilar på Djursholms begravningsplats.

## Utmärkelser
- Riddare av Nordstjärneorden, 1943[3]
- Kommendör av Nordstjärneorden, 1952[4]
- Kommendör av första klassen av Nordstjärneorden, 1956[5]
- Kommendör med stora korset av Nordstjärneorden, 1964[6]
- Illis quorum (medalj i tolfte storleken), 1972